# Kevin Kuske

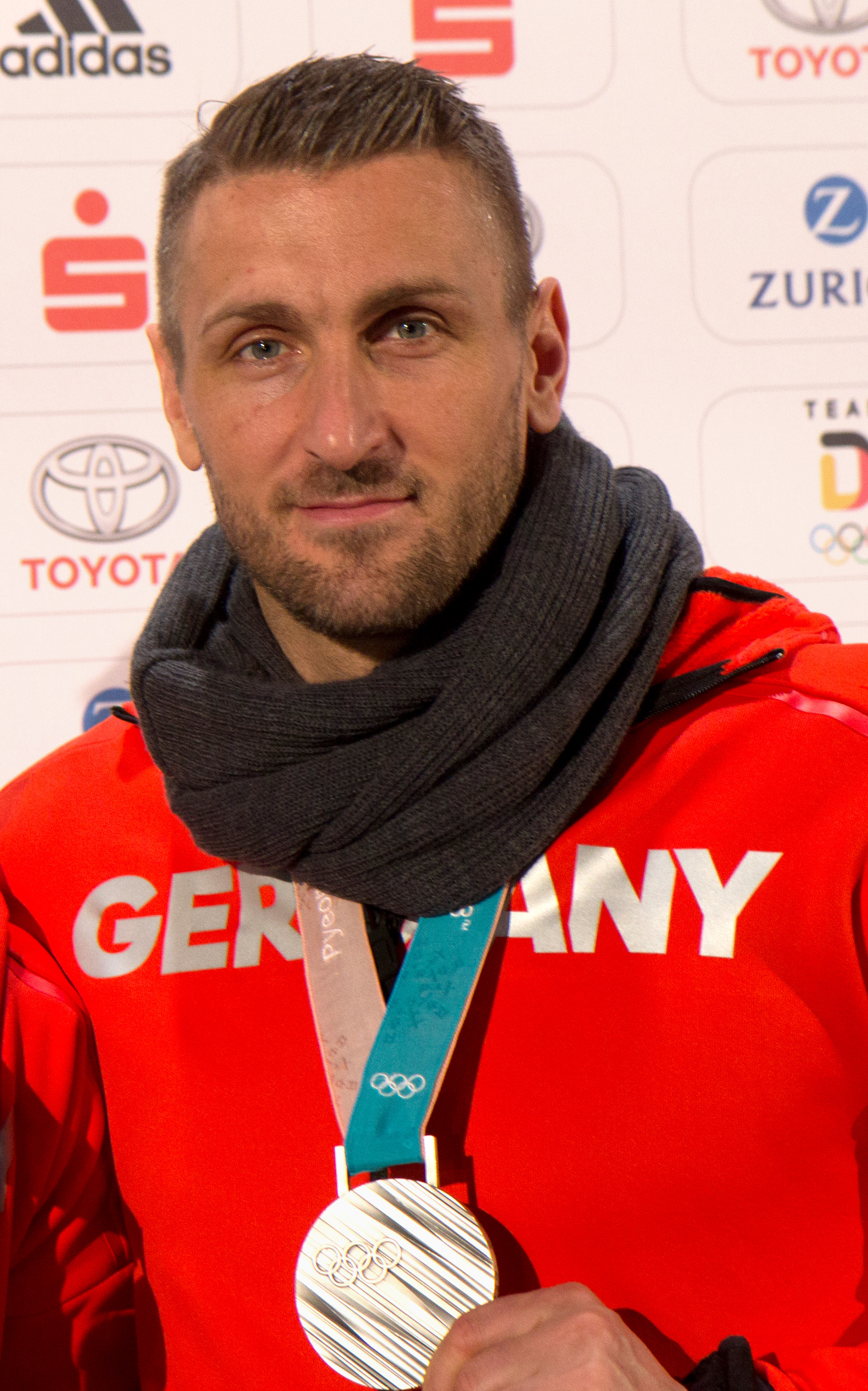
Kevin Kuske (2018).

Kevin Kuske (Potsdam, 4 januari 1979) is een Duitse bobsleeër. Hij fungeert als remmer in zowel de tweemansbob als de viermansbob.
Kuske begon met bobsleeën in 1999 en maakte vanaf dat moment deel uit van het team dat gestuurd werd door piloot André Lange. Hij is een beroepssoldaat en combineert zijn sportcarrière met zijn werk in het leger. In 1999 werd hij samen met Lange en twee andere bobbers wereldkampioen junioren in de viermansbob.
De overstap naar de senioren liep soepel en in 2000 werden ze meteen wereldkampioen in de viermansbob. In datzelfde jaar werden ze Europees kampioen in de tweemansbob. In 2001 wisten ze in de viermansbob het wereldbekerklassement op hun naam te schrijven.
Op de Olympische Winterspelen 2002 in Salt Lake City waren ze inmiddels doorgedrongen tot de wereldtop. Het goud in de viermansbob was dan ook voor hen en hun teamgenoten Carsten Embach en Enrico Kühn. Enkele weken voor de spelen hadden dezelfde heren de Europese titel in de wacht gesleept.
De olympische titel was een opstap voor de hegemonie die inmiddels was aangebroken. In 2003 werd niet alleen de wereldbeker gewonnen, maar werden ze ook wereldkampioen in beide bobs. Ook in 2004 wonnen ze de wereldbeker en werden ze zowel Europees- als wereldkampioen in de viermansbob.
2005 was een minder succesvol jaar voor "Team Lange", maar tijdens de Olympische Winterspelen 2006 in Turijn werd het allemaal nog mooier. Samen namen ze plaats in de tweemansbob en wisten ze ook in deze discipline olympisch kampioen te worden. Enkele dagen later wisten ze aangevuld met René Hoppe en Martin Putze hun olympische titel in de viermansbob te prolongeren.
| Logo van de Olympische Spelen | Goud | Zilver | Brons | Logo van de Olympische Spelen |
|                               | 4    | 2      | 0     |                               |

1932: Hubert Stevens / Curtis Stevens ·
1936: Ivan Brown / Alan Washbond ·
1948: Felix Endrich / Friedrich Waller ·
1952: Andreas Ostler / Lorenz Nieberl ·
1956: Lamberto Dalla Costa / Giacomo Conti ·
1964: Anthony Nash / Robin Dixon ·
1968: Eugenio Monti / Luciano De Paolis ·
1972: Wolfgang Zimmerer / Peter Utzschneider ·
1976: Meinhard Nehmer / Bernhard Germeshausen ·
1980: Erich Schärer / Josef Benz ·
1984: Wolfgang Hoppe / Dietmar Schauerhammer ·
1988: Jānis Ķipurs / Vladimir Kozlov ·
1992: Gustav Weder / Donat Acklin ·
1994: Gustav Weder / Donat Acklin ·
1998: Günther Huber / Antonio Tartaglia en Pierre Lueders / David MacEachern ·
2002: Christoph Langen / Markus Zimmermann ·
2006: André Lange / Kevin Kuske ·
2010: André Lange / Kevin Kuske ·
2014: Beat Hefti / Alex Baumann ·
2018: Francesco Friedrich / Thorsten Margis en Justin Kripps / Alexander Kopacz ·
2022: Francesco Friedrich / Thorsten Margis
1924: Scherrer / Neveu / A.Schläppi / H.Schläppi ·
1928: Fiske / Tucker / Mason / Gray / Parke ·
1932: Fiske / Eagan / Gray / O'Brien ·
1936: Musy / Gartmann / Bouvier / Beerli ·
1948: Tyler / Martin / Rimkus / D'Amico ·
1952: Ostler / Kuhn / Nieberl / Kemser ·
1956: Kapus / Diener / Alt / Angst ·
1964: V.Emery / Kirby / Anakin / J.Emery ·
1968: Monti / De Paolis / Zandonella / Armano ·
1972: Wicki / Leutenegger / Camichel / Hubacher ·
1976: Nehmer / Babock / Germeshausen / Lehmann ·
1980: Nehmer / Musiol / Germeshausen / Gerhardt ·
1984: Hoppe / Wetzig / Schauerhammer / Kirchner ·
1988: Fasser / Meier / Fässler / Stocker ·
1992: Appelt / Schroll / Winkler / Haidacher ·
1994: Czudaj / Brannasch / Hampel / Szelig ·
1998: Langen / Zimmermann / Jakobs / Hampel ·
2002: Lange / Kühn / Kuske / Embach ·
2006: Lange / Hoppe / Kuske / Putze ·
2010: Holcomb / Mesler / Tomasevicz / Olsen ·
2014: Melbārdis / Dreiškens / Vilkaste / Strenga  ·
2018: Friedrich / Bauer / Grothkopp / Margis   ·
2022: Friedrich / Margis / Bauer / Schüller